# Коба Куандреді
Коба Куандреді (фр. Koba Koindredi, нар. 27 жовтня 2001, Джибуті) — французький футболіст, півзахисник швейцарського клубу «Лозанна». в якому грає в оренді з португальського клубу «Спортінг». Виступав також за низку французьких і закордонних клубів. Чемпіон Португалії.

## Клубна кар'єра
Коба Куандреді народився 2001 року в місті Джибуті в змішаній новокаледонсько-малагасійській родині. Ще в дитинстві перебрався до французького міста Фрежус, де й розпочав займатися футболом у місцевих командах «Фрежусьєн» і «Фрежус Сен-Рафаель». У 2017 році Куандреді перейшов до школи клубу «Ланс», і в 2018—2019 роках грав за другу команду клубу в четвертому французькому дивізіоні. У 2019 році футболіст перейшов до іспанського клубу «Валенсія», спочатку грав за фарм-клуб клубу «Валенсія Месталья», а з 2020 року був переведений до першої команди клубу. Проте у валенсійському клубі французький півзахисник не став гравцем основного складу, і в 2022 керівництво клубу віддало гравця в оренду до іспанського клубу «Реал Ов'єдо». З 2023 до 2024 року Куандреді грав у складі португальського клубу «Ештуріл-Прая».
На початку 2024 року французький півзахисник став гравцем португальського клубу «Спортінг», і, хоч не став у його складі гравцем основного складу, проте став у складі лісабонського клубу чемпіоном Португалії. У середині 2024 року португальський клуб віддав Куандреді в оренду до швейцарського клубу «Лозанна».

## Виступи за збірні
У 2018 році Коба Куандреді дебютував у складі юнацької збірної Франції, загалом на юнацькому рівні взяв участь у 26 іграх, відзначившись 3 забитими голами.

## Титули і досягнення
- Чемпіон Португалії (1):

«Спортінг»: 2023–2024